# قروجنگ
قروجنگ، روستایی از توابع بخش دینور شهرستان صحنه در استان کرمانشاه ایران است.
مردم این روستا از ایل مافی و کورد زبان هستند 

## جمعیت
این روستا در دهستان کندوله قرار دارد و براساس سرشماری مرکز آمار ایران در سال ۱۳۸۵، جمعیت آن ۳۹ نفر (۱۰خانوار) بوده‌است.